# Sədan
Sədan è un comune dell'Azerbaigian situato nel distretto di Siyəzən.